# Żabiniec (Gąbino)
Żabiniec (kaszb. Żabińc, niem. Sabins) – część wsi Gąbino w Polsce, położona w województwie pomorskim, w powiecie słupskim, w gminie Ustka. Wchodzi w skład sołectwa Gąbino.
W latach 1975–1998 Żabiniec administracyjnie należał do województwa słupskiego.

## Nazwa
Nazwa ma pochodzenie słowiańskie i ma charakter topograficzny. Jest to nazwa prymarna przeniesiona z rzeczownika pospolitego żabiniec „szczaw” (por. słwn. žabjĩnc „ts.”). Nazwa niemiecka jest adaptacją fonetyczną pierwotnej nazwy słowiańskiej.
Rada Języka Kaszubskiego proponuje kaszubską formę nazwy Żabińc.